# 皱叶冬青
皱叶冬青（学名：Ilex perryana）是冬青科冬青属的植物。分布于缅甸以及中国大陆的西藏、云南等地，生长于海拔2,800米至3,800米的地区，一般生于冷杉林下、山坡阔呆林、云杉、杂木林或开阔的岩石坡上，目前已由人工引种栽培。